# Glinasti golobi
Glinasti golobi so okrogli keramični diski, ki se izstreljujejo iz posebnih naprav, namenjeni so športnemu streljanju s puško šibrenico, predvsem pri disciplinah trap in skeet.

## Standard
Po pravilih Mednarodne zveze športnih strelcev (ISSF) ima standardni glinasti golob premer 110 mm, visok je 25 mm in težak 105 g. Standardne barve zgornje strani golobov so črna, bela, rumena ali oranžna, spodnja stran pa je navadno črne barve. V izjemnih primerih (v polfinalih in finalih večjih tekmovanj) je lahko golob prevlečen s posebnim prahom, ki ob zadetku ustvari blisk za lažje določanje zadetka.

## Ostale različice
Poleg standardnih glinastih golobov obstajajo še druge različice:
- »Midi« ima premer 90 mm, »mini« pa 60 mm.
- Klasični golobi se v zraku vrtijo, izvedba »raketa«, ki po navadi leti niže, pa nima rotacije.
- Posebna različica goloba, imenovana »jadralni golob« ima premer 100 mm in je visok 10 mm. Tovrstni golobi so izstreljeni pod večjim kotom in v zadnjem delu leta »jadrajo« po zraku.